# Kwak Jae-gu
Kwak Jae-gu auch Gwak Jae-gu (* 1954 in Kwangju) ist ein südkoreanischer Lyriker.

## Leben
Kwak Jae-gu wurde 1954 in Gwangju geboren. Er studierte an der Chŏnnam Universität. Nachdem er mit seinem Gedicht Am Bahnhof Sapyŏng (사평역에서) 1981 einen Literaturwettbewerb der Zeitung JoongAng Ilbo gewonnen hatte, begann Kwak in einem literarischen Zirkel aktiv zu werden, der das Magazin Mai Lyrik (오월 시) herausgab.
Kwak Jae-gus Lyrik befasst sich in erster Linie mit der Darstellung von Liebe und Einsamkeit und folgt hierbei ganz deutlich der koreanischen Ästhetik. Die Entwicklung, die man zwischen seiner ersten Gedichtsammlung Am Bahnhof Sapyŏng (사평역에서) und seinem dritten Sammelband Koreanische Liebende (한국의 연인들) betrachten kann, zeigt den Wandel von einer abstrakten Hingabe für historische und soziale Probleme hin zu mehr gesellschaftlicher Realität, die durch das Prisma abstrakter Liebe betrachtet wird. Diese lyrische Evolution kann auch als eine immer tiefer gehende Suche nach der wirklichen Bedeutung des eigenen Ich angesehen werden.
Beginnend mit seinem vierten Sammelband Seoul Senoya (서울 세노야) begeben sich Kwaks Gedichte auf die Suche nach einer konkreten Verwirklichung von Liebe und spiritueller Wiedergeburt. Kwaks frühe Werke sind voll von Wut über die ungeheuerliche Gewalt der Gesellschaft und erfüllt von Liebe für die einfachen Leute, die unter der Last dieser Gewalt leiden. Die in seiner Lyrik auftauchenden Emotionen – Traurigkeit, Einsamkeit, Wut, Verzweiflung, Verlangen, Liebe – demonstrieren das Ausmaß seiner Wut und Frustration angesichts des vorherrschenden soziohistorischen Dilemmas. Während diese Emotionen im ersten Sammelband noch vage und abstrakt ausgedrückt werden, treten sie immer stärker hervor und werden mit jedem Band klarer und deutlicher ausgedrückt. Die Gedichte in Seoul Senoya offenbaren ein penetrantes Bewusstsein für Geschichte und die soziale Lage sowie eine Schilderung des menschlichen Befindens, konkret ebenso wie lyrisch. Diese Gedichte übersteigen die grundlegenden Emotionen von Wut und Leid im Licht der Gewalt und versuchen Reinheit und Liebe, welche die reine Natur des Menschen ausmachen, wiederherzustellen.

## Arbeiten

### Koreanisch (Auszug)
- 사평역에서 Am Bahnhof Sap'yŏng (1983)
- 전장포 아리랑 Vorderlader Arirang (1985)
- 한국의 연인들 Koreanische Liebende (1986)
- 서울 세노야 Seoul Senoya (1990)
- 아기 참새 찌구 Der kleine Spatz Jjigu (1992)
- 참 맑은 물살 Ein wirklich klarer Fluss (1995)
- 세상에서 제일 맛있는 자장면 Die besten Chajangmyŏn der Welt (1996)
- 내가 사랑한 사람 내가 사랑한 세상 Der Mensch, den ich liebe, die Welt, die ich liebe (1999)
- 낙타풀의 사랑 Liebe von Kamelgras (2001)
- 곽재구의 포구기행 Kwak Jae-gus Hafenreise (2003)
- 곽재구의 예술기행 Kwak Jae-gus Kunstreise (2003)

### Übersetzungen

#### Französisch
- Chickou, le pionnier de la grande prairie (아기 참새 찌구), Picquier Jeunesse, (2010) ISBN 978-2809701982

## Auszeichnungen
- 1981: 중안일보 신춘문예 (JoongAng Ilbo Literatur Wettbewerb)
- 1997: 동서문학상 (Tongsŏ Literaturpreis)